# 馬来田駅
馬来田駅（まくたえき）は、千葉県木更津市真里（まり）にある、東日本旅客鉄道（JR東日本）久留里線の駅である。

## 歴史
- 1912年（大正元年）12月28日：千葉県営鉄道久留里線の駅として開業[2][4]。
- 1923年（大正12年）9月1日：千葉県営鉄道久留里線が国有化[2][4]。
- 1962年（昭和37年）10月1日：貨物の取り扱いを廃止[4]。
- 1984年（昭和59年）2月1日：荷物扱い廃止[4]。
- 1987年（昭和62年）4月1日：国鉄分割民営化に伴い、東日本旅客鉄道（JR東日本）の駅となる[2][4]。
- 1995年（平成7年）
  - 3月1日：単線化[1]。
  - 6月1日：終日無人化。
  - 8月1日：簡易委託化[5][6]。
- 2009年（平成21年）3月14日：東京近郊区間に編入される[7]。
- 2024年（令和6年）4月1日：ボランティアグループ「馬来田駅ボランティア」の活動終了に伴い、同グループによる乗車券委託販売（簡易委託）の受託を解除し、終日無人化[3]。

## 駅構造
単式ホーム1面1線を有する地上駅。かつては相対式ホーム2面2線を有しており列車交換が可能であったが、1995年（平成7年）3月1日に1面1線化された。今でも廃止されたホームがそのまま残っている。
ホームは5両編成までに対応する。ホームはやや高いところにあり（駅舎の庇が線路ぐらいの高さ）、駅舎までのスロープがある。ホーム上には待合所がある。
無人駅である（久留里駅管理）。無人化される前はボランティアグループ「馬来田駅ボランティア」が駅業務を委託する簡易委託駅であった。なお、1995年（平成7年）5月までは直営駅で2人の駅員がいた。また、トイレは駅舎を入った右手のホームまでのスロープの途中にあり、男女別のトイレが新設されたほかに、バリアフリー対応のトイレも設置されている。それまであった工事現場等で見かける簡易トイレは撤去され、和風な外観の比較的大きな建物となった。

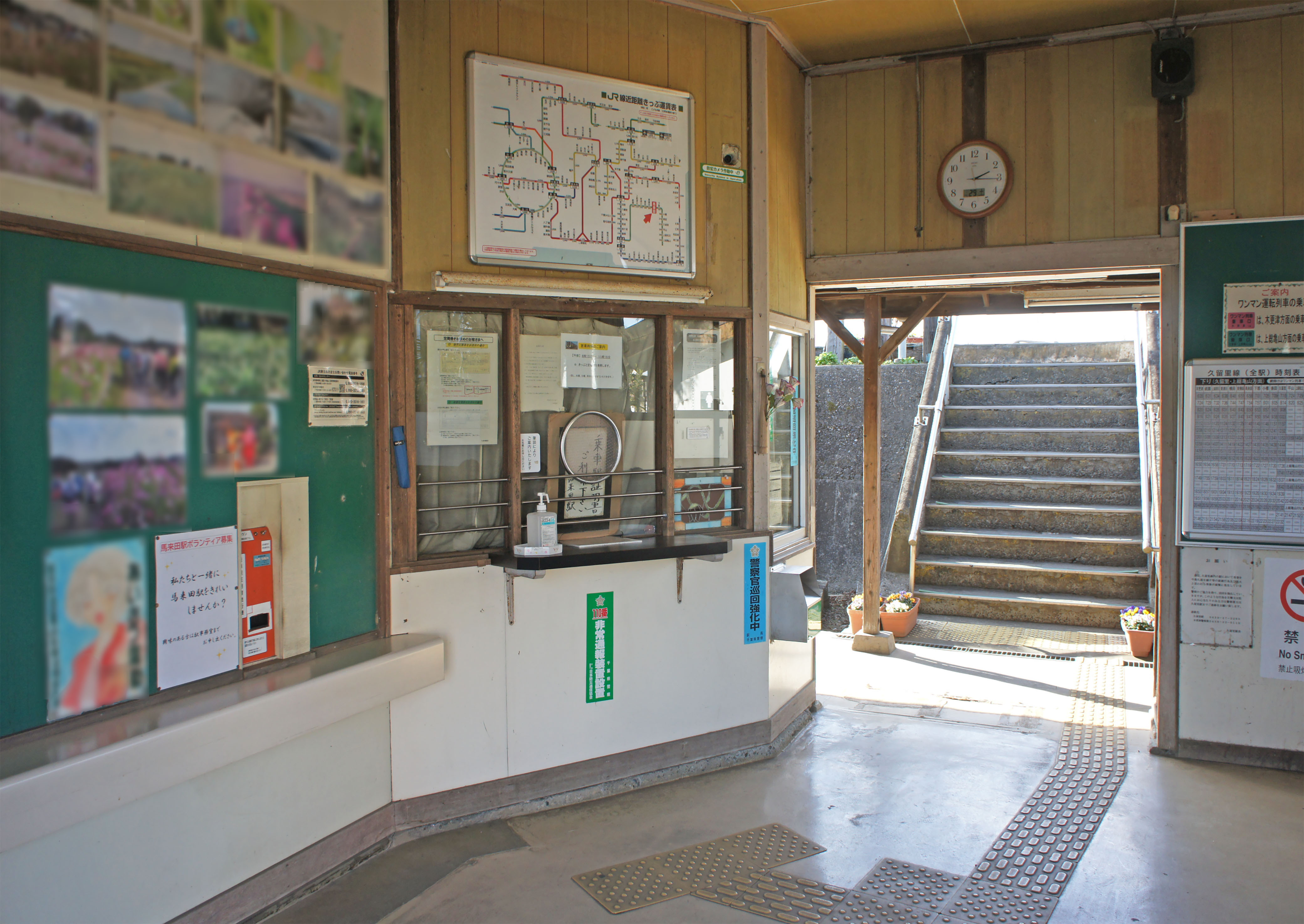
改札口（2022年1月）
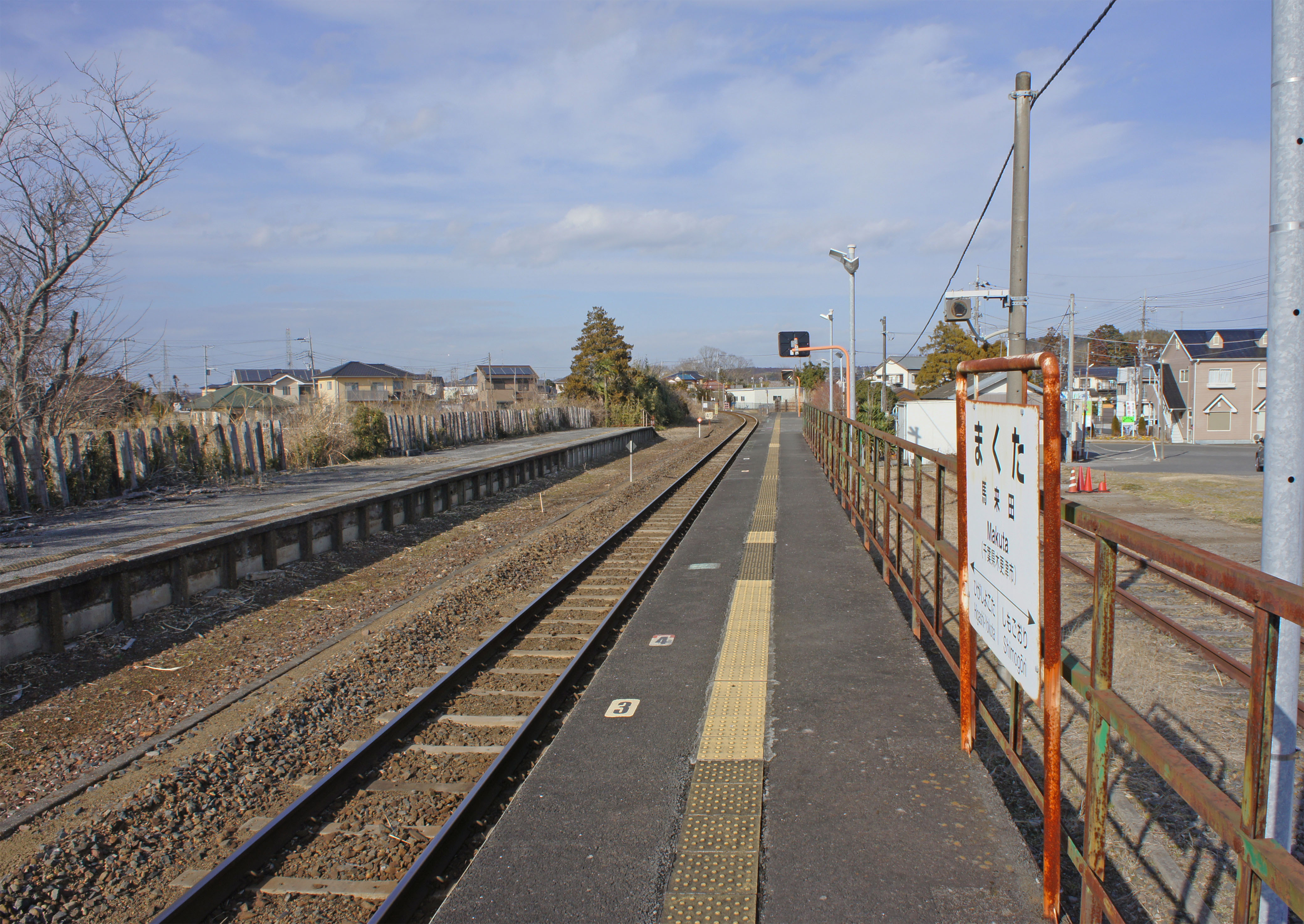
駅ホーム（2022年1月）

### ITかかし
2007年（平成19年）4月24日 - 5月24日にGPS携帯を応用した在線確認システム（ITかかし）の実証実験が行われた。これは運転士にGPS機能付きの携帯を持たせ、在線位置を確認するもので、他の駅に停車した時と発車した時に、当駅でその旨の放送が流れる仕組みになっていた。現在は撤去済。

## 利用状況
2022年（令和4年）度の1日平均乗車人員は131人である。
JR東日本および千葉県統計年鑑によると、近年の1日平均乗車人員の推移は以下の通り。
| 年度               | 1日平均 乗車人員 | 出典     |
| ------------------ | ---------------- | -------- |
| 1990年（平成02年） | 566              | [ * 1 ]  |
| 1991年（平成03年） | 541              | [ * 2 ]  |
| 1992年（平成04年） | 562              | [ * 3 ]  |
| 1993年（平成05年） | 545              | [ * 4 ]  |
| 1994年（平成06年） | 548              | [ * 5 ]  |
| 1995年（平成07年） | 510              | [ * 6 ]  |
| 1996年（平成08年） | 498              | [ * 7 ]  |
| 1997年（平成09年） | 471              | [ * 8 ]  |
| 1998年（平成10年） | 477              | [ * 9 ]  |
| 1999年（平成11年） | 449              | [ * 10 ] |
| 2000年（平成12年） | 421              | [ * 11 ] |
| 2001年（平成13年） | 399              | [ * 12 ] |
| 2002年（平成14年） | 372              | [ * 13 ] |
| 2003年（平成15年） | 368              | [ * 14 ] |
| 2004年（平成16年） | 341              | [ * 15 ] |
| 2005年（平成17年） | 319              | [ * 16 ] |
| 2006年（平成18年） | 320              | [ * 17 ] |
| 2007年（平成19年） | 315              | [ * 18 ] |
| 2008年（平成20年） | 310              | [ * 19 ] |
| 2009年（平成21年） | 301              | [ * 20 ] |
| 2010年（平成22年） | 282              | [ * 21 ] |
| 2011年（平成23年） | 272              | [ * 22 ] |
| 2012年（平成24年） | 281              | [ * 23 ] |
| 2013年（平成25年） | 256              | [ * 24 ] |
| 2014年（平成26年） | 236              | [ * 25 ] |
| 2015年（平成27年） | 223              | [ * 26 ] |
| 2016年（平成28年） | 216              | [ * 27 ] |
| 2017年（平成29年） | 212              | [ * 28 ] |
| 2018年（平成30年） | 201              | [ * 29 ] |
| 2019年（令和元年） | 191              | [ * 30 ] |
| 2020年（令和02年） | 139              |          |
| 2021年（令和03年） | 141              |          |
| 2022年（令和04年） | 131              |          |

## 駅周辺

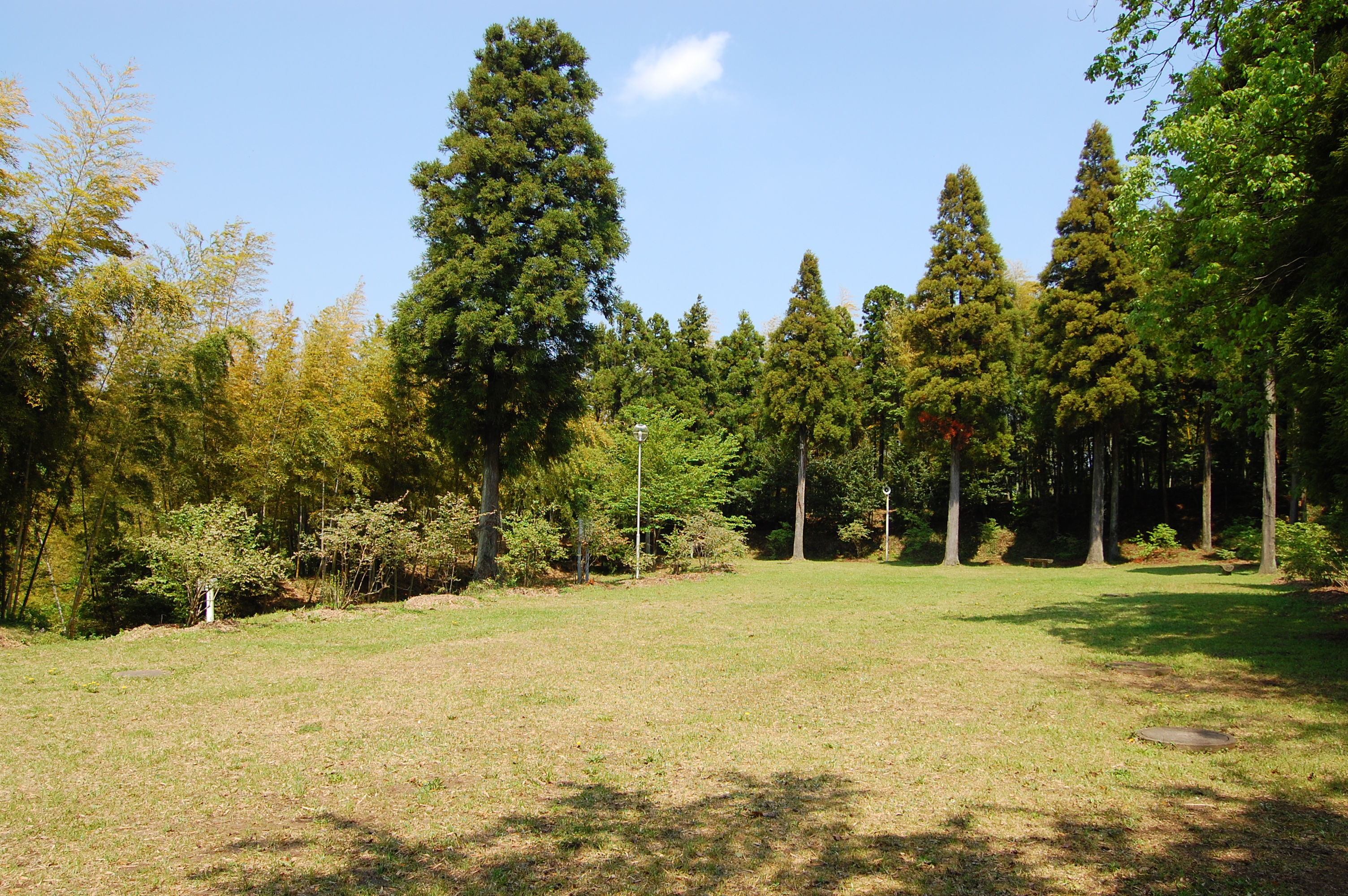
真里谷城本丸跡「千畳敷」

- 首都圏中央連絡自動車道（木更津東インターチェンジ） - 最寄駅は下郡駅。
- 国道410号
- 千葉県道24号千葉鴨川線
- 千葉県道167号馬来田停車場中川線
- 千葉県道168号鶴舞馬来田停車場線
  - 木更津市役所富来田出張所
- 木更津市消防本部富来田分署
- 富来田公民館
- 富来田郵便局
- 木更津市立富来田中学校
- 木更津市立富来田小学校
- 真里谷城城跡
- 武田川コスモスロード（ウォーキングコース） - 徒歩約15分。地域ボランティアなどの手により、小川沿いにコスモスや菜の花など四季折々の花が植えられ、開花シーズンには、観光客などで賑わう[10]。
- 道の駅木更津 うまくたの里 - 最寄駅は下郡駅。

## バス路線
「馬来田駅前」停留所にて、以下の路線バスや高速バスが発着する。
- 日東交通・京成バス千葉イースト
  - カピーナ号：千葉駅行 / 亀田病院行
- 日東交通
  - 姉ケ崎・桜台団地線：姉ケ崎駅行 / 茅野行

## 隣の駅
東日本旅客鉄道（JR東日本）
■久留里線
東横田駅 - 馬来田駅 - 下郡駅

### 記事本文
1. 1 2 3  “馬来田駅、単線ホームに 無人駅化に備え JR久留里線”. 千葉日報 (千葉日報社):  p. 13. (1995年3月2日)
2. 1 2 3 4 5  曽根悟（監修） 著、朝日新聞出版分冊百科編集部 編『週刊 歴史でめぐる鉄道全路線 国鉄・JR』 31号 内房線・外房線・久留里線、朝日新聞出版〈週刊朝日百科〉、2010年2月21日、26頁。
3. 1 2 3 4  「「さびしくなるね」無人駅を支えたボランティア、28年の活動に幕」『毎日新聞』2024年3月29日。オリジナルの2024年3月29日時点におけるアーカイブ。2024年3月29日閲覧。
4. 1 2 3 4 5  石野哲（編）『停車場変遷大事典 国鉄・JR編 Ⅱ』JTB、1998年、628頁。ISBN 978-4-533-02980-6。
5. ↑  “にわか駅員奮闘中 地元団体が切符販売のボランティア 馬来田駅の無人駅化で”. 千葉日報 (千葉日報社):  p. 13. (1995年8月2日)
6. ↑  “久留里線馬来田駅 もう無人駅じゃない 住民が交代で切符販売”. 読売新聞 (読売新聞社):  p. 25. (1995年8月4日)
7. ↑  『Suicaをご利用いただけるエリアが広がります。』（PDF）（プレスリリース）東日本旅客鉄道、2008年12月22日。オリジナルの2020年5月25日時点におけるアーカイブ。2020年5月25日閲覧。
8. ↑  “ボランティアが支え10年 久留里線馬来田駅 地元の23人、交代で勤務”. 千葉日報 (千葉日報社):  p. 17. (2005年4月20日)
9. ↑  “無人駅“番人”ITかかし 久留里線馬来田駅に試験設置、評判上々 JR東が開発、列車接近を案内”. 千葉日報 (千葉日報社):  p. 18. (2007年8月23日)
10. ↑  “河川堤防に菜の花満開 地元有志が管理維持 木更津・馬来田地区”. 千葉日報 (千葉日報社):  p. 13. (1997年3月15日)

### 利用状況
1. ↑  千葉県統計年鑑 - 千葉県
2. ↑  木更津市統計書 - 木更津市

JR東日本の2000年度以降の乗車人員
1. ↑  各駅の乗車人員（2000年度） - JR東日本
2. ↑  各駅の乗車人員（2001年度） - JR東日本
3. ↑  各駅の乗車人員（2002年度） - JR東日本
4. ↑  各駅の乗車人員（2003年度） - JR東日本
5. ↑  各駅の乗車人員（2004年度） - JR東日本
6. ↑  各駅の乗車人員（2005年度） - JR東日本
7. ↑  各駅の乗車人員（2006年度） - JR東日本
8. ↑  各駅の乗車人員（2007年度） - JR東日本
9. ↑  各駅の乗車人員（2008年度） - JR東日本
10. ↑  各駅の乗車人員（2009年度） - JR東日本
11. ↑  各駅の乗車人員（2010年度） - JR東日本
12. ↑  各駅の乗車人員（2011年度） - JR東日本
13. ↑  各駅の乗車人員（2012年度） - JR東日本
14. ↑  各駅の乗車人員（2013年度） - JR東日本
15. ↑  各駅の乗車人員（2014年度） - JR東日本
16. ↑  各駅の乗車人員（2015年度） - JR東日本
17. ↑  各駅の乗車人員（2016年度） - JR東日本
18. ↑  各駅の乗車人員（2017年度） - JR東日本
19. ↑  各駅の乗車人員（2018年度） - JR東日本
20. ↑  各駅の乗車人員（2019年度） - JR東日本
21. ↑  各駅の乗車人員（2020年度） - JR東日本
22. ↑  各駅の乗車人数（2021年度） - JR東日本
23. ↑  各駅の乗車人数（2022年度） - JR東日本

千葉県統計年鑑
1. ↑  千葉県統計年鑑（平成3年）
2. ↑  千葉県統計年鑑（平成4年）
3. ↑  千葉県統計年鑑（平成5年）
4. ↑  千葉県統計年鑑（平成6年）
5. ↑  千葉県統計年鑑（平成7年）
6. ↑  千葉県統計年鑑（平成8年）
7. ↑  千葉県統計年鑑（平成9年）
8. ↑  千葉県統計年鑑（平成10年）
9. ↑  千葉県統計年鑑（平成11年）
10. ↑  千葉県統計年鑑（平成12年）
11. ↑  千葉県統計年鑑（平成13年）
12. ↑  千葉県統計年鑑（平成14年）
13. ↑  千葉県統計年鑑（平成15年）
14. ↑  千葉県統計年鑑（平成16年）
15. ↑  千葉県統計年鑑（平成17年）
16. ↑  千葉県統計年鑑（平成18年）
17. ↑  千葉県統計年鑑（平成19年）
18. ↑  千葉県統計年鑑（平成20年）
19. ↑  千葉県統計年鑑（平成21年）
20. ↑  千葉県統計年鑑（平成22年）
21. ↑  千葉県統計年鑑（平成23年）
22. ↑  千葉県統計年鑑（平成24年）
23. ↑  千葉県統計年鑑（平成25年）
24. ↑  千葉県統計年鑑（平成26年）
25. ↑  千葉県統計年鑑（平成27年）
26. ↑  千葉県統計年鑑（平成28年）
27. ↑  千葉県統計年鑑（平成29年）
28. ↑  千葉県統計年鑑（平成30年）
29. ↑  千葉県統計年鑑（令和元年）
30. ↑  千葉県統計年鑑（令和2年）